# Urania Genève Sport
Urania Genève Sport (abgekürzt UGS) ist ein polysportiver Schweizer Verein aus Genf. Urania Genève Sport hat 1929 den Schweizer Cup gewonnen und stand 1932 noch einmal im Final.

## Geschichte
1896 schuf der Club omnisport des Eaux-Vives eine Fussball-Abteilung, aus der der FC Urania entstand. 1922 fusionierte der Verein mit dem FC Genève und erhielt seinen heutigen Namen. Damit ist Urania Genève Sport der älteste Fussballverein des Kantons.

## Weitere Sportsektionen
1919 wurde die Athletik-Sektion gegründet. Die Frauenfussball-Sektion folgte 1921, Feldhockey 1922, Basketball 1930, Tischtennis 1941 und schliesslich wurde 1950 noch eine Handball-Sektion gegründet.

## Spieler
- Roger Courtois (19??–1933)
- Branislav Sekulić (1931–1935)
- Eugène Walaschek (193?)
- Eugène Parlier (194?)
- Kurt Linder (1957–1959)
- Giuliano Robbiani (1964–1968)
- Guilherme Afonso (19??–1995) Jugend
- Augustine Simo (2006–2013)